# Scotland Yard
Scotland Yard, también conocido como The Yard, es una metonimia para la Policía Metropolitana de Londres, establecido por Robert Peel en 1829, y por la cual es conocido dicho cuerpo policial en términos coloquiales.

## Nombre
Su nombre deriva de la ubicación de la sede de la Policía Metropolitana en sus orígenes, en el número 4 de Whitehall Place, y en donde había una puerta trasera que daba a la calle Great Scotland Yard. Con el tiempo, el nombre de la calle y el de la policía metropolitana se convirtieron en sinónimos.
El citado cuerpo policial tiene a su cargo hacer cumplir la ley dentro del Gran Londres, con exclusión de la Ciudad de Londres, que está a cargo de la Policía de la Ciudad de Londres.

## New Scotland Yard

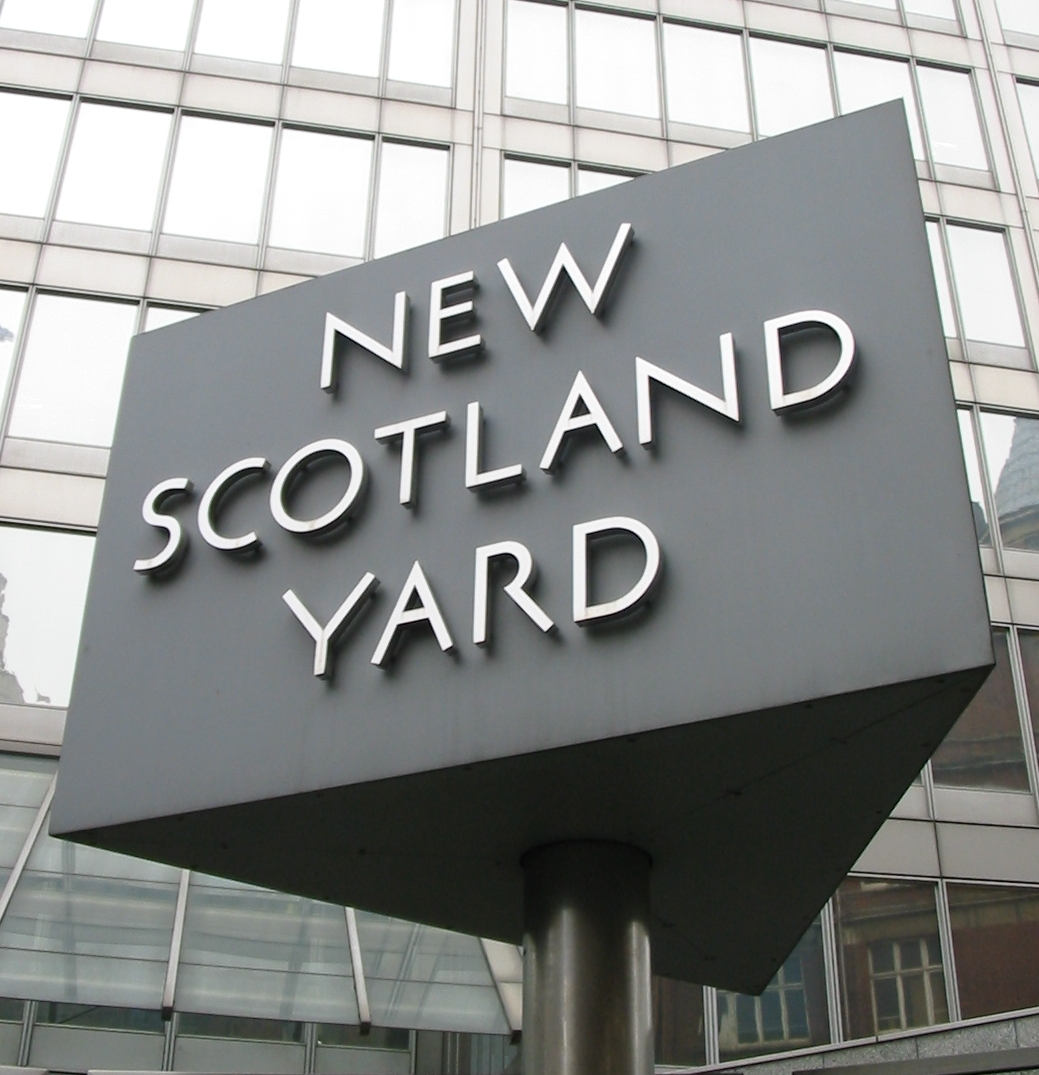
Distintivo que está junto al actual emplazamiento de las oficinas de 'New Scotland Yard', ubicadas en el distrito de Victoria, Londres.

En 1875, la sede se trasladó a New Scotland Yard, un edificio de estilo gótico, diseñado al efecto por Norman Shaw, en Victoria Embankment, SW1. El edificio forma parte de lo que ahora se conoce como el conjunto de Norman Shaw Buildings, catalogado desde 1970 como monumento clasificado por su especial interés arquitectónico e histórico, y que son utilizadas ahora como anexos al Palacio de Westminster.
En 1967, hubo un nuevo traslado a las instalaciones actuales en el número 10 de Broadway, SW1.

## En la cultura popular
El detective de ficción Sherlock Holmes, creado por Arthur Conan Doyle a fines del siglo XIX, solía dejar en desventaja a Scotland Yard, cuyos detectives acudían a consultarlo para resolver sus casos. Holmes cuestionaba los métodos rigurosos pero rutinarios de los investigadores de Scotland Yard y los consideraba incapaces de desplegar un pensamiento inductivo. Esa puja de ficción no hizo sino popularizar más a la policía. Holmes, que actuaba fuera de ella pero era al mismo tiempo su colaborador, se convirtió en el modelo de detective inglés. Del mismo modo ocurrió con Hércules Poirot, detective ficticio creado por Agatha Christie. Al igual que Holmes, Poirot solía dejar en desventaja y resolver el asesinato antes que el inspector jefe Japp, de Scotland Yard.